# Калень (Радомщанський повіт)
Калень (пол. Kaleń) — село в Польщі, у гміні Пшедбуж Радомщанського повіту Лодзинського воєводства.
Населення — 78 осіб (2011).
У 1975-1998 роках село належало до Пйотрковського воєводства.

## Демографія
Демографічна структура станом на 31 березня 2011 року:
|          | Загалом | Допрацездатний вік | Працездатний вік | Постпрацездатний вік |
| -------- | ------- | ------------------ | ---------------- | -------------------- |
| Чоловіки | 42      | 8                  | 25               | 9                    |
| Жінки    | 36      | 6                  | 14               | 16                   |
| Разом    | 78      | 14                 | 39               | 25                   |